# Erigeron ingae
Erigeron ingae là một loài thực vật có hoa trong họ Cúc. Loài này được Skottsb. mô tả khoa học đầu tiên năm 1921.